# Edificio Bernardo Gómez
El edificio Bernardo Gómez está ubicado en la calle Jorge Juan número 19 de la ciudad de Valencia (España). Se trata de un edificio que data del año 1920, obra del arquitecto Vicente Rodríguez Martín.

## Edificio
El edificio es un proyecto del arquitecto valenciano Vicente Rodríguez Martín ejecutado en 1920 por encargo de Bernardo Gómez. Su estilo arquitectónico es el eclecticismo afrancesado academicista, hecho que se puede observar en la profusa y rica ornamentación existente en toda la fachada. Fue concebido como edificio de viviendas para la burguesía.
El edificio se encuentra situado en un chaflán de la calle Jorge Juan con la calle Martínez Ferrando y ordenado simétricamente en las fachadas recayentes a ambas calles. Cuenta con planta baja, cuatro alturas y ático. La fachada consta de tres cuerpos diferenciados. Está rematado por un ático abuhardillado con pizarra imitada, elemento distintivo del arquitecto que empleó en otros proyectos.